# Brünst (Herrieden)

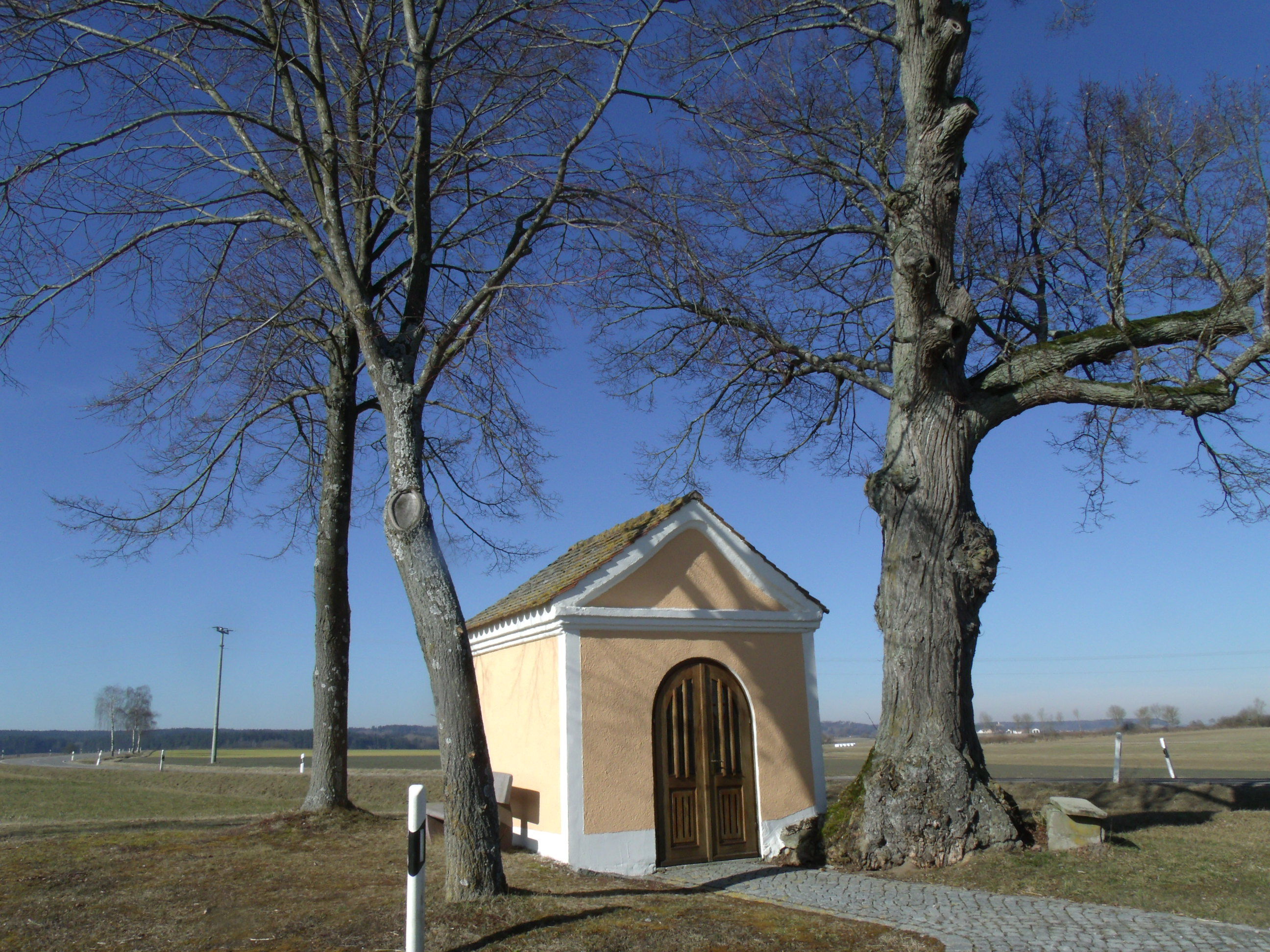
Marienkapelle an der Straße nach Heuberg

Brünst ist ein Gemeindeteil der Stadt Herrieden im Landkreis Ansbach (Regierungsbezirk Mittelfranken, Bayern). Brünst liegt in der Gemarkung Heuberg.

## Geografie
Das Dorf liegt südwestlich des Gemeindesitzes am Michelswieser Bach, einem rechten Zufluss der Altmühl, und ist ringsum von einer flachhügeligen Ebene bestehend Acker- und Grünland umgeben. Im Nordosten werden die Flurgebiete Ober- und Unterbichl genannt.
Die Kreisstraße AN 37 führt nach Schönau (1,8 km südwestlich) bzw. zur Staatsstraße 2248 (1 km nordöstlich) zwischen Herrieden (0,8 km nördlich) und Leibelbach (0,5 km südlich). Gemeindeverbindungsstraßen führen nach Heuberg (0,9 km südlich) und Stegbruck (1,2 km nordwestlich).

## Geschichte
Der Ort wurde um 1100 durch Brandrodung vom Chorherrenstift Herrieden angelegt, worauf auch der Ortsname verweist.
Im Jahre 1265 trat der Burggraf Friedrich III. von Nürnberg seine Güter an Eichstätt ab. Gegen Ende des Alten Reiches, 1799, gab es in dem Ort neun Haushalte, die alle dem eichstättischen Stiftskapitel Herrieden untertan waren.
Mit dem Gemeindeedikt (frühes 19. Jahrhundert) wurde Brünst dem Steuerdistrikt und der Ruralgemeinde Heuberg zugewiesen. Am 1. Juli 1971 wurde Brünst im Zuge der Gebietsreform in Bayern nach Herrieden eingegliedert.

### Baudenkmäler
- Oberbichl: Wegkreuz, zweite Hälfte 19. Jahrhundert, flankiert von zwei Linden; am Ortsausgang Richtung Herrieden[8]
- Von Heuberg zur AN 37: katholische Marienkapelle, kleiner massiver Satteldachbau, mit Putzgliederung, 1727; am Ortsausgang an der Straße nach Heuberg; 2013 renoviert und mit einem neuen Altarbild, einer Kopie der Sixtinischen Madonna aus Rom, versehen.[8]

### Einwohnerentwicklung
| Jahr      | 001818 | 001840 | 001861 | 001871 | 001885 | 001900 | 001925 | 001950 | 001961 | 001970 | 001987 |
| Einwohner | 55     | 69     | 58     | 60     | 69     | 48     | 62     | 78     | 54     | 48     | 54     |
| Häuser    | 14     | 15     |        |        | 11     | 13     | 10     | 10     | 10     |        | 14     |
| Quelle    | [ 10 ] | [ 11 ] | [ 12 ] | [ 13 ] | [ 14 ] | [ 15 ] | [ 16 ] | [ 17 ] | [ 18 ] | [ 19 ] | [ 1 ]  |

## Religion
Der Ort ist römisch-katholisch geprägt und bis heute nach St. Vitus und Deocar (Herrieden) gepfarrt. Die Einwohner evangelisch-lutherischer Konfession sind nach Christuskirche (Herrieden) gepfarrt.